# Regina Kuperberg
Regina Kuperberg, später in Israel Rivka Bacia, fälschlicherweise auch Kupferberg (* 2. November 1922 in Będzin; † unbekannt) war eine polnische jüdische Musikerin und Holocaustüberlebende.

## Leben
Aus dem Ghetto von Będzin wurde Kuperberg im August 1943 nach Auschwitz deportiert und erhielt die Häftlingsnummer 51095. Da sie in der Grundschule Mandoline im Orchester gespielt hatte, meldete sie sich für das Mädchenorchester von Auschwitz. Nachdem sie im Vorspiel durchgefallen war, übernahm aber die Dirigentin Alma Rosé sie, nach einer erneuten Prüfung, für eine andere Aufgabe in das Orchester. So war sie von August 1943 bis zur Auflösung im Oktober 1944 dann Notenschreiberin und inoffiziell persönliche Assistentin Rosés. Zusätzlich hatte Kuperberg den Stubendienst für die Orchesterbaracke zugewiesen bekommen. Später kam sie nach Bergen-Belsen und erlebte Mitte April 1945 hier die Befreiung.
Kuperberg emigrierte nach Israel. Hier hielt sie Kontakt zu den anderen ehemaligen Musikerinnen des Mädchenorchesters, u. a. zu Hilde Grünbaum, Rachela Zelmanowicz und Sylvia Wagenberg, welche auch nach Israel ausgewandert waren.